# Lomaptera humeralis
Lomaptera humeralis är en skalbaggsart som beskrevs av Lansberge 1880. Lomaptera humeralis ingår i släktet Lomaptera och familjen Cetoniidae. Inga underarter finns listade i Catalogue of Life.